# Brachypodium arbuscula
Brachypodium arbuscula ist eine Pflanzenart aus der Gattung Zwenken (Brachypodium) innerhalb der Familie der Süßgräser (Poaceae).

## Beschreibung
Brachypodium arbuscula ist ein ausdauerndes, lockere Horste bildendes Gras mit kurzen unterirdischen Ausläufern. Die Sprosse wachsen anfangs aufrecht oder bogig aufsteigend, später niederliegend. Die oberirdischen Sprossteile überdauern die ungünstige Jahreszeit und werden älter als ein Jahr. Die Halme sind am Grunde und an den mittleren Knoten verzweigt. Die Halme werden 25 bis 50 Zentimeter hoch, sie besitzen 12–23 Knoten. Die Knoten sind fast kahl, selten spärlich behaart. Das Blatthäutchen ist 1–2,2 Millimeter lang. Die Blattspreiten sind im oberen Teil des Halms gehäuft, bleichgrün bis blaugrün, in der Knospenlage eingerollt. Die Halmblätter sind 2,5–6 Zentimeter lang und 2,5–5,5 Millimeter breit. Die Blattoberseite ist dicht kurzhaarig, die Unterseite sehr dicht stachelhaarig. Die Blütentraube ragt nur 1,5–6 Zentimeter aus der obersten Blattscheide heraus, sie ist 4–6 Zentimeter lang mit 5–8 dicht gedrängt stehenden Ährchen. Die Ährchen sind (ohne die Grannen) 20–27 Millimeter lang, drehrund, selten seitlich etwas zusammengedrückt, mit 1–13 Blütchen. Die untere Hüllspelze ist 6–8 Millimeter lang, die obere 7,5–9 Millimeter lang mit 0,2–0,7 Millimeter langer Granne. Die Deckspelze hat sieben Nerven, sie ist 11–12,5 Millimeter lang und hat eine 1–2,5 Millimeter lange Granne. Die Staubbeutel sind 4–4,5 Millimeter lang.
Die Chromosomenzahl beträgt 2n = 18.

## Verbreitung
Brachypodium arbuscula kommt nur auf den Kanarischen Inseln Tenerife (Tenogebirge), La Gomera und El Hierro vor. Die Fundorte liegen alle auf der nördlichen oder nordöstlichen Seite der Inseln. Die Art besiedelt dort steile Felsstandorte und Klippen. Sie ist Bestandteil der sukkulentenreichen Vegetation der unteren und mittleren Höhenstufe und reicht von der Küste bis zu etwa 500 Metern Meereshöhe. Sie besiedelt somit die feuchteren Inseln der Kanaren und bei denen die feuchteren Standorte.

## Taxonomie
Diese Art wurde 1923 von Herman Knoche in Vagandi Mos. Seite 272 als Brachypodium arbuscula erstbeschrieben. Knoche hatte den Namen von Claude Gay übernommen. Ein Synonym ist Brachypodium ramosum var. arbuscula (Gay ex Knoche) St.-Yves.